# Conón
Conón (Sicilia, c. 630-Roma,  21 de septiembre de 687) fue el 83.er papa de la Iglesia católica, de 686 a 687.
A la muerte de su predecesor, el papa Juan V, el clero romano era partidario de la elección del archidiácono Pascual, mientras que la milicia romana apoyaba al presbítero Teodoro. 
Ante este enfrentamiento, se llegó a la solución de compromiso de elegir papa a un sacerdote de ascendencia tracia, Conón, que, por su avanzada edad en el momento de la elección, solo supuso un aplazamiento del enfrentamiento entre las dos facciones (clerical y militar) existentes en Roma.
Consagrado el 21 de octubre de 686, con la aprobación imperial de Justiniano II debido a que el exarca de Rávena restableció esta costumbre a pesar de su abolición por Constantino IV en tiempos del papa Benedicto II, falleció, al parecer envenenado, el 21 de septiembre de 687. Está enterrado en la basílica de San Pedro.